# Potoccy herbu Poraj

Herb Poraj

Potoccy (biał. Патоцкія) herbu Poraj – polski ród szlachecki.

## Historia
Znany jest jeden z przedstawicieli rodu, Włodzimierz Potocki – pułkownik artylerii, który poległ w boju w 1812 roku.